# Hot Chip
Hot Chip – brytyjski zespół grający muzykę z gatunku electro pop, synth pop.
Hot Chip został założony w 2000 roku, chociaż muzycy Alexis Taylor i Joe Goddard  pracowali już ze sobą wcześniej, od 1991 roku.
W 2009 roku zespół został nominowany do nagrody Grammy w kategorii Najlepsze nagranie muzyki tanecznej za utwór Ready for the Floor.
Członkowie:
- Alexis Taylor – śpiew, syntezator, gitara, perkusja, instrumenty klawiszowe
- Joe Goddard – śpiew, syntezator, perkusja
- Owen Clarke – gitara, gitara basowa, syntezator
- Al Doyle – gitara, syntezator, perkusja (gra także w zespole LCD Soundsystem)
- Felix Martin – automat perkusyjny, syntezator

## Dyskografia

### Albumy
- 2004 – Coming on Strong
- 2006 – The Warning
- 2008 – Made in the Dark
- 2010 – One Life Stand
- 2012 – In Our Heads
- 2019 – A Bath Full of Ecstasy

### Single
- 2004 – Playboy
- 2006 – Over and Over
- 2006 – Boy from School
- 2006 – Colours
- 2007 – Shake a Fist
- 2008 – Ready for the Floor
- 2008 – One Pure Thought
- 2010 – One Life Stand
- 2010 – I Feel Better
- 2012 – Night & Day
- 2012 – How Do You Do?
- 2012 – Don't Deny Your Heart